# Ацидофилно мляко
Ацидофилното мляко е млечнокисел продукт, който се приготвя чрез подквасване на пастьоризирано прясно мляко под въздействието на ацидофилни бактерии Lactobacillus acidophilus. Думата ацидофилен има латино-гръцки произход – от лат. acidus – „кисел“, и гр. φιλέω – „обичам“. Понякога може да има и други видове бактерии в млякото.

## Щам
Ацидофилната бактерия Lactobacillus acidophilus живее в много по-кисела среда, отколкото останалите бактерии (pH 4 – 5 и по-малко), и се развива при около 30 – 37 °C температура. Тя е важна част от чревната микрофлора на човека и играе голяма роля за поддържането ѝ в балансирано състояние, включително усвояването на храната и минералните вещества от организма. Млечнокиселите бактерии създават различни отпадни продукти от своята дейност, но единствено ацидофилната бактерия произвежда само млечна киселина, затова тя се определя като хомоферментативна. Спонтанната млечнокисела микрофлора на различните национални млечнокисели продукти има чревен произход. В червата на 57 животни (от мекотели до маймуни) са открити млечнокисели бактерии (Моро, 1900; Г. Л. Дозорцева, 1938, 1948).
Според формата на клетките си млечнокиселите бактерии могат да бъдат коки и пръчковидни. В сравнение с коките, пръчковидните бактерии, каквато е и ацидофилната бактерия Lactobacillus acidophilus, притежават относително висока киселинообразуваща способност. Пространни и задълбочени изследвания на различните щамове на ацидофилната бактерия през 60-те и 70-те години на ХХ век се провеждат в Института по микробиология към Арменската АН. Водеща фигура в тези изследвания е проф. Левон Акопович Ерзинкян, на името на когото са наречени (и условно разделени според индивидуалните им признаци) две групи щамове: Ер-1 и Ер-2 (щамове 317/396 и 317/402).
Именно на някои от тези щамове се дължат хранителните и лечебни качества на ацидофилното мляко.

## Хранителни свойства
Ацидофилното мляко се усвоява от човешкия организъм много по-добре, отколкото само прясното мляко. По тази причина продуктът се използва в храненето с диетични и профилактични цели, както за възрастни, така и за деца. Ацидофилното мляко нормализира усвояването на храната от стомашно-чревния тракт, подобрява обменните процеси на организма, подпомага възстановяването на имунитета.

### Лечебно хранене и профилактика
Ацидофилната бактерия Lactobacillus acidophilus е естествен пробиотик, който може да се приема чрез подквасено с тази бактерия прясно мляко. Подобен е процесът с традиционното българско кисело мляко и бактерията Lactobacillus delbrueckii subsp. bulgaricus. Разликата между двете млека е в бактерията, участваща в подквасването им. За разлика от Lactobacillus delbrueckii subsp. bulgaricus Lactobacillus acidophilus живее в червата на човека от неговото раждане и подпомага работата на стомаха. Унищожаването ѝ води до манифестиране на болестни промени, които изчезват след възстановяване на ацидофилната бактерия в тях. А това става най-бързо и лесно чрез прием на ацидофилно мляко.

### Използване в медицината
За медицински цели в акушерството и гинекологията, хирургията, лечебното хранене ацидофилното мляко се използва за първи път в някои от републиките на бившия СССР, като водещи са неговите антибактериални и антибиотични свойства. Lactobacillus acidophilus има много висока антагонистична активност по отношение на патогенните и условно-патогенните бактерии, като по този начин е техен естествен унищожител.